# Grahamia kurtzii
Grahamia kurtzii är en tvåhjärtbladig växtart som först beskrevs av Nélida María Bacigalupo, och fick sitt nu gällande namn av Gordon Douglas Rowley. Grahamia kurtzii ingår i släktet Grahamia och familjen Anacampserotaceae. Inga underarter finns listade i Catalogue of Life.